# Kinga Kovács
Kinga Kovács (Budapest, 1973) es una creativa húngara conocida particularmente por su trabajo como disc jockey, locutora, traductora e investigadora. Su interés radica en el estudio de las mecánicas de la cultura. Su tesis doctoral analiza la relación entre la poesía y la música en diferentes entornos.

## Formación
Es licenciada en literatura y lingüística inglesas por la Universidad Eötvös Loránd de Budapest y en administración de empresas por el Colegio de Comercio Exterior de la Universidad de Lincoln —antiguamente, Universidad de Humberside—, de Lincoln.

## Trayectoria profesional
Kovács combina la investigación en el Centro de Medios y Comunicaciones de la Universidad de Tecnología y Economía de Budapest, con sus sesiones musicales como disc jockey en la radio húngara; además, ofrece un espectáculo literario radiofónico bisemanal llamado Empirical walker. Ha trabajado como redactora de contenidos y relaciones públicas en Cinetrip y en Merlín Club.

### Dirección creativa
Como directora creativa y disk jokey, Kinga participa en la organización de eventos de poesía multimedia y en el acompañamiento literario-musical de instalaciones artísticas. Su trabajo principal como locutora se desarrolla en Radio Tilos, la radio comunitaria de mayor antigüedad en Europa central y oriental, donde trata eventos relacionados con artistas de vanguardia ingleses y húngaros.

### Ámbito literario
Empezó a traducir de la mano de Peter Finch y desde entonces ha traducido diversos relatos del Caribe y ensayos sobre la cultura. Como miembro del grupo multimedia Solit, ha dirigido actuaciones con Jean Binta Breeze, Dorotea Smartt, Dwayne Morgan, Phenzwaan y otros autores y poetas húngaros.